# トライアングル・オフェンス
トライアングル・オフェンス（英: Triangle offense）は、バスケットボールの攻撃システムのひとつ。
NBAで黄金時代のシカゴ・ブルズ、1999年以降のロサンゼルス・レイカーズなどが使用したことで有名。コート上にいる5人の選手全員を協力させ、非常に多様なバリエーションによって相手の防御の的を絞らせず、効率的に得点するシステムである。

## 考案と実績
このシステムを考案したのは1950年代にアメリカ・カンザス州立大のコーチをしていたテックス・ウィンターである。彼は同じ州の強豪・カンザス大学のセンター、ウィルト・チェンバレンに対抗するためこのオフェンス・システムを考案した。攻撃の時に3人の選手が三角形を作るように位置し、互いにボールをパスし合って攻撃のチャンスをうかがうという特徴がある。当初は「トリプルポスト・オフェンス」と呼んでいたが、後に「トライアングル・オフェンス」と呼ばれるようになった。
ウィンターはこのシステムを使ってカンザス州立大を全米優勝に導いた。その成功によって彼はNBAのコーチとなったが、プロ選手に対してはあまり上手く機能せず、テックス・ウィンターもその後長くNBAのコーチを務めることはなかった。
1980年代初期からウィンターはシカゴ・ブルズのアシスタント・コーチを務めていた。トライアングル・オフェンスは長く忘れられていたが、1987年に同じブルズのアシスタント・コーチに就任したフィル・ジャクソンがこのシステムに心酔し、ジャクソンがヘッドコーチに就任した1989年からブルズで採用された。このシステムを採用したシーズン、ブルズは東カンファレンス決勝で敗退したが、翌年からスリーピート（三連覇）を達成した。マイケル・ジョーダンが野球選手になることを夢見て一時期引退したため2年ほど優勝から遠ざかるが、ジョーダンがブルズに復帰した1996年からは再度スリーピートを達成。その後、ブルズは主力選手の多くが引退や移籍し、ジャクソンもコーチを辞任したが、1999年にジャクソンがロサンゼルス・レイカーズのヘッドコーチに就任すると（考案者のテックス・ウィンターもこの時レイカーズのアシスタント・コーチに就任している）再びこのシステムを使ってレイカーズをも3年連続優勝に導いた。その後、2011年までレイカーズではジャクソンがヘッドコーチをしていた時期は必ずこのシステムを採用している。

## 特徴
このシステムの特徴は、その名の通り3人の選手が三角形を作るように位置し、コートの左右どちらかの側で1人がインサイド、他の2人がアウトサイドに位置してパスを回して攻撃するというものだが、残りの2人もただ反対側に立っているだけではなく全員があらかじめ決められた一連の動きに従って移動し、防御側の隙を作り出すことに特徴がある。一連の動きの中でパスが多用されるが、それ以外にもスクリーン、カットなど多様な技術のバリエーションがあり、それらによって防御側からフリーになる選手を作り出し、より楽に得点を狙う機会を増やすことを目的とする。
バスケットボールの通常のオフェンス・システムの多くは相手とそれぞれ一対一になり、ミスマッチなどをつく事で1箇所で相手を突破することから始まるものが多い。あるいは2人対2人でスクリーン・プレイで相手のマークを外すことから始まるパターンも多用されている。だが、このトライアングル・オフェンスは5人全員が協調して動くことを基本としており、防御側にはより負担が強く、相手の攻撃方法を読みづらくなる長所がある。また、バスケットボールの強いチームに必須と言われてきた強力なセンターやポイントガードといったポジションの選手がいない場合でも強力な攻撃力を発揮することを可能にするものである。1990年代のシカゴ・ブルズの場合がまさにそうだった。
反面、そのシステムは複雑であり、理解して一連の動きを修得し、適切にパスやカット、スクリーンといった技術をこなせないと効果が発揮されない。各選手の一連の動きもあらかじめ全て決まっているものではなく、相手の動きによって変化させるのが当然であるから臨機応変な判断力も必要とされる。また、ある選手が攻撃ができないと判断するとすぐに他の選手にボールを渡さないと他の選手の動きと合わなくなるため、特定の得点力のある選手に長くボールを持たせておけないという短所もある。レイカーズ時代初期のコービー・ブライアントは玉離れが悪く、フィル・ジャクソンによく注意されていた。
こうした一連のシステムを相手に対して有効に働かせるためには極めて多様なバリエーションが必要で、シカゴ・ブルズの時代にはオフェンスのパターンを記載した書類は電話帳くらいの厚さになったという。このためトライアングル・オフェンスを採用したチームはシステムが機能するまでかなりの時間を要し、また新たに加入した選手がシステムに戸惑ってなかなか活躍できないという欠点も合わせて抱えるようになった。
合計11度もジャクソンの率いるチームが優勝したためこのシステムの有効性は広く知られるようになったが、効果に懐疑的な見方も少なくない。スーパースターと言える得点力の高い選手がチームに存在し、その選手の能力を生かすと同時に他の選手の能力を発揮させ、連携も強化するというのがトライアングル・オフェンスの成功例に共通する事項だが、得点力の高い選手がいない場合、一人の選手に頼らざるを得ないような場合ではジャクソンの率いるチームでも大した成績をあげられていないためである。選手がそもそもの得点能力を持っていなかったり、得点することに全員が消極的になってしまった場合に効果をもたらさないのは他の様々なオフェンス・システムと同じである。
フィル・ジャクソンの率いるチーム以外でも1996年からダラス・マーベリックスでブルズでそれまでアシスタント・コーチをつとめていたジム・クレモンズがヘッドコーチに就任するとトライアングル・オフェンスを採用した。しかし、選手達にほとんど理解されず、大して機能することなく終わっている。また、ジャクソンがブルズのコーチを辞任した後に就任したティム・フロイドも同オフェンスを採用し続けたが、主力選手がほとんど抜けたチームでは全く成果をあげられなかった。
日本ではトライアングル・オフェンスの内容について記した資料はほとんどないが、ブルズ時代の主力選手だったデニス・ロッドマンについての本、「デニス・ロッドマン 絶対勝てるNBAテクニック」に簡略的ではあるがその主なパターンについて図解が載っている。また、テックス・ウィンターが著述した「トライアングル・オフェンス」という原著書も2007年に翻訳出版されている。